# أليجريت

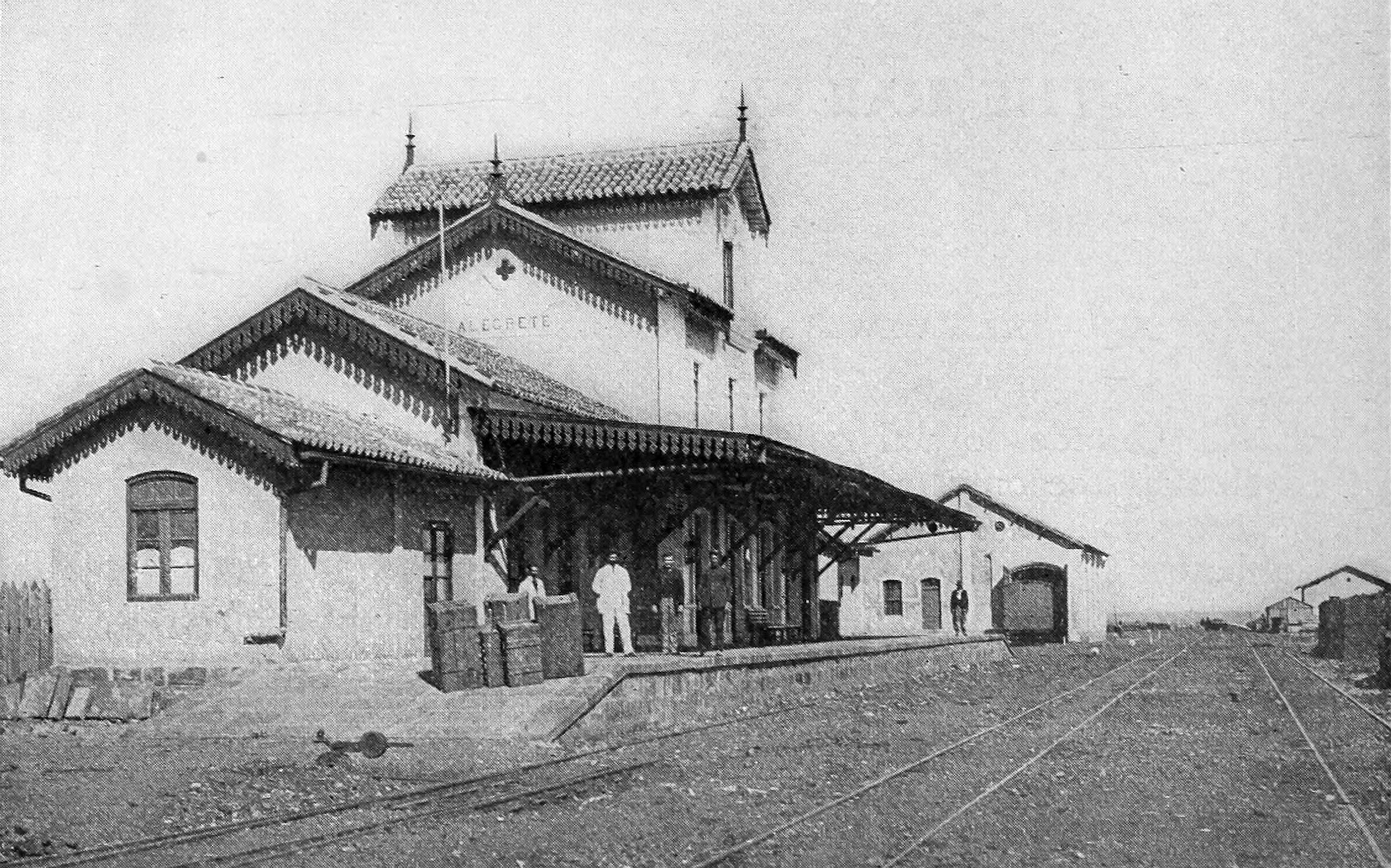
مستودع السكة الحديد في أليجريت ، 1911

أليجريت هي بلدية في ريو غراندي دو سول تقع في جنوب البرازيل. متوسط ارتفاعها 102 متر (335 قدم). يقدر عدد سكانها في عام 2020 بحوالي 73028 نسمة وتبلغ مساحتها الإجمالية 7,803.967 كيلومتر مربع (3,013.129 ميل2) (أكبر بلدية في الولاية وجنوب البرازيل). يُطلق على سكانها اسم أليجريتينيون.
استقرت أليجريت عام 1816 وأصبحت بلدية عام 1857. وهي مسقط رأس الزعيم المطالب بإلغاء عقوبة الإعدام فرانكلين غوميز سوتو، والسياسي والدبلوماسي ورجل الدولة أوزفالدو أرانا، أول رئيس للجمعية العامة للأمم المتحدة، والشاعر البرازيلي ماريو كوينتانا. كل يوم 20 سبتمبر (يوم حرب راغاموفين)، يسير حوالي 8000 من الفرسان الصغار والكبار والكبار في شوارعها، مرتدين أزياءهم المحلية ويركبون خيولهم المزخرفة.
يخدم أليجريت مطار أليجريت. تحتوي البلدية على 351 هكتار (870 أكر) من محمية إيبيرابويتا البيولوجية، وهي وحدة حماية محمية بالكامل تم إنشاؤها في عام 1982 للحفاظ على منطقة من منطقة بامباس الحيوية.